# Alexander V van Macedonië
Alexander V van Macedonië (-294 v.Chr.) was de zoon van Cassander en Thessalonica.
Hij vluchtte nadat zijn moeder door zijn broer Antipater was gedood, naar Pyrrhus van Epirus. Met diens hulp en met die van Demetrius Poliorcetes verjoeg hij Antipater. Toen Demetrius echter na Antipaters dood Macedonië niet wilde verlaten, trachtte Alexander hem uit de weg te ruimen, maar Demetrius was vlugger en doodde hem in 294 v.Chr. bij een gastmaal.

## Referentie
- art. Alexander (10), in J.G. Schlimmer - Z.C. De Boer, Woordenboek der Grieksche en Romeinsche Oudheid, Haarlem, 19203, p. 38.